# Taishoperiode

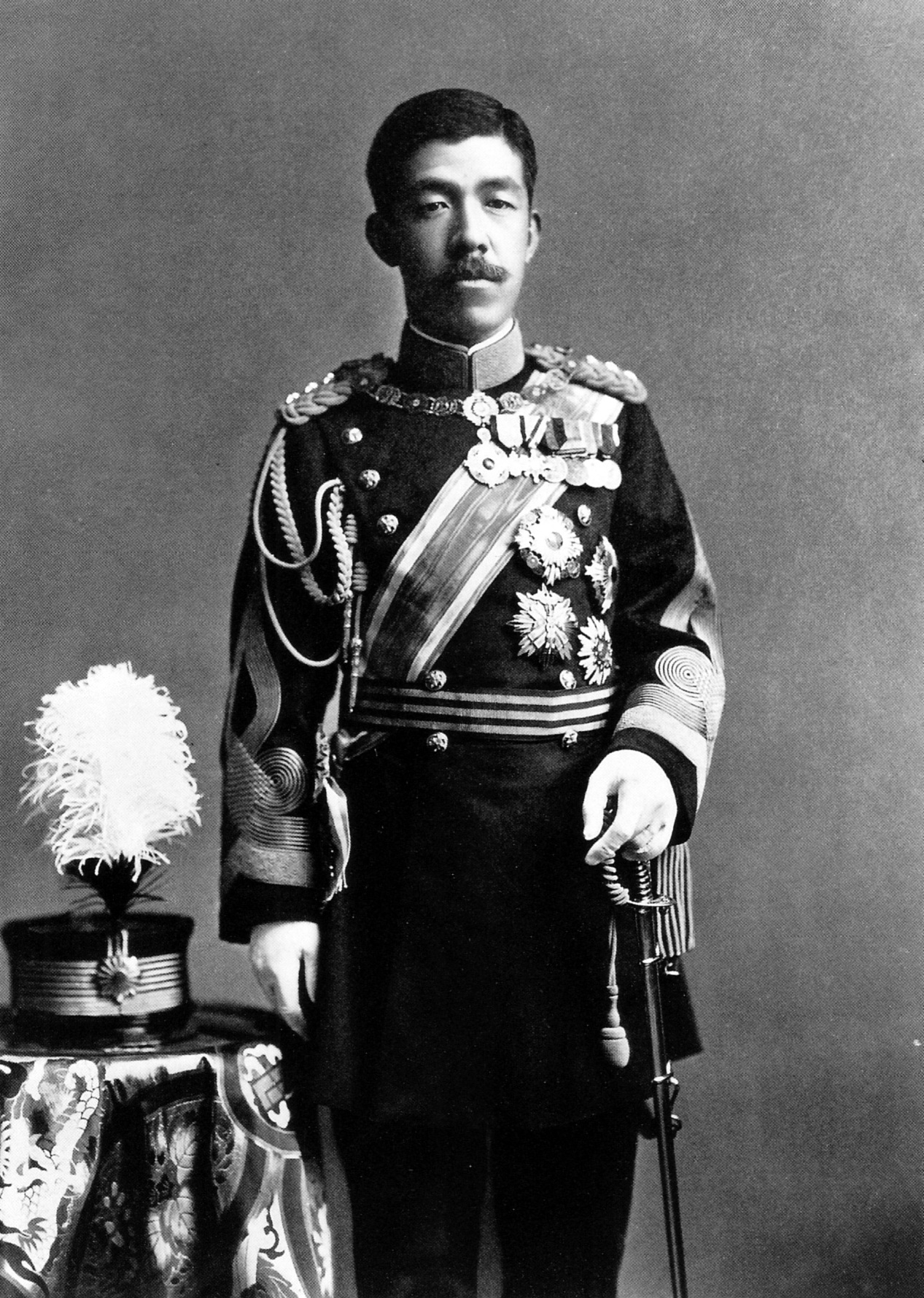
Keizer Yoshihito, de keizer die regeerde tijdens de Taishōperiode

De Taishōperiode (Japans: 大正時代 Taishō-jidai vertaald: periode van grote rechtschapenheid of rechtvaardigheid), ook wel bekend als de Taishō-jaren, is een periode in de Japanse geschiedenis die begon op 30 juli 1912 en eindigde op 25 december 1926. Dit is de periode van de regering van de Goddelijke Taishōkeizer, ook wel bekend als keizer Yoshihito. Dit kwam na de Meijiperiode, die werd gemarkeerd door immense binnenlandse en overzeese investeringen en defensieve programma’s. 
De gezondheid van de nieuwe keizer was zwak, zijn regering zorgde voor een verandering in de staatspolitiek. De politieke macht was altijd in handen van een groep van oudere staatsmannen (of in het Japans: genrō). Nu ging de politieke macht over naar het parlement en hun democratische partijen. De periode staat dus bekend als een liberale periode, sommige mensen noemen de periode ook wel de democratie van de Taishōjaren in Japan. De periode is goed te onderscheiden van haar voorganger, de chaotische Meijiperiode van zijn vader keizer Mutsuhito en de opvolger van de Taishōperiode, de militair beladen eerste periode van de Shōwaperiode van zijn zoon Hirohito.

## De periode in jaartallen
- 1912: De Taishōkeizer bestijgt de troon op 30 juli. Generaal Katsura Tarō wordt voor een derde keer premier op 21 december.
- 1913: Katsura moet aftreden en admiraal Yamamoto Gonnohyōe wordt de nieuwe premier op 20 februari.
- 1914: Ōkuma Shigenobu wordt voor een tweede keer premier op 16 april. Japan verklaart de oorlog aan Duitsland en sluit zich aan bij de geallieerden op 23 augustus.
- 1915: Japan stuurt de Eenentwintig Eisen naar China op 18 januari.
- 1916: Terauchi Masatake wordt premier op 9 oktober.
- 1917: Het Lansing-Ishii akkoord, een verdrag tussen Japan en de Verenigde Staten gaat van start (2 november).
- 1918: De Siberische expeditie gaat van start in juli. Hara Takashi wordt premier op 29 september.
- 1919: Op 1 maart beginnen in Korea de 1 maart-opstanden.
- 1920: Japan helpt mee met het oprichten van de Volkenbond.
- 1921: Op 4 november wordt premier Hara vermoord en Takahashi Korekiyo wordt de nieuwe premier. Prins Hirohito wordt regent op 29 november. Het Vier Krachten Verdrag wordt ondertekend op 13 december.
- 1922: Het verdrag van vijf landen van de Marine ontwapening is ondertekend (6 februari). Admiraal Katō Tomosaburō wordt premier (12 juli). Japan trekt zijn troepen uit Siberië terug (28 augustus).
- 1923: De Kanto-aardbeving legt bijna heel Tokio in puin (1 september). Yamamoto wordt voor een tweede keer premier (2 september).
- 1924: Kiyoura Keigo wordt premier (7 januari). Prins Hirohito (de latere Keizer Shōwa) trouwt met Nagako Kuniyoshi (de latere keizerin Kojun) op 26 januari. Katō Takaaki wordt premier op 11 juni.
- 1925: De Algemene Kieswet (普通選挙法, Futsu Senkyo Hō) wordt goedgekeurd op 5 mei waardoor alle mannen boven de 25 jaar stemrecht krijgen. De wet voor het behoud van de vrede wordt aangenomen. Prinses Shigeko, de oudste dochter van prins Hirohito, wordt geboren, op 9 december.
- 1926: Keizer Taisho sterft, zijn zoon prins Hirohito wordt keizer Showa op 25 december.

## Omrekening naar de gregoriaanse kalender
| Taishō      | 1ste | 2de  | 3de  | 4de  | 5de  | 6de  | 7de  | 8ste | 9de  | 10de | 11de | 12de | 13de | 14de | 15de |
| Gregoriaans | 1912 | 1913 | 1914 | 1915 | 1916 | 1917 | 1918 | 1919 | 1920 | 1921 | 1922 | 1923 | 1924 | 1925 | 1926 |